# 交響曲第44番 (ハイドン)
交響曲第44番 ホ短調 Hob. I:44 は、フランツ・ヨーゼフ・ハイドンが作曲した交響曲。『悲しみ』（または『哀悼』、独: Trauer）の愛称で知られ、いわゆるハイドンの「シュトゥルム・ウント・ドラング（疾風怒濤）期」に書かれた短調の交響曲の一つであり、全楽章が緊張感に溢れている。

## 概要
自筆楽譜は残っていないが、ブライトコプフ・ウント・ヘルテル社の1772年のカタログに見えており、1771年頃に作曲されたと考えられている。
また、本作に用いられたホ短調という調性は、当時の交響曲にはほとんど用いられた例がなく（いくつかの例の一つとして、オランダのヨハネス・フェルフルストは1840年前後にホ短調の交響曲を作曲している）、その後の使用例は1885年に作曲されたヨハネス・ブラームスの『交響曲第4番』まで待たなければならない。

## 愛称の由来
『悲しみ』（または『哀悼』）という愛称は、ハイドンによるものでもなければ古い筆写譜にも見えないが、1809年9月にベルリンで挙行されたハイドンの追悼記念行事で本作の緩徐楽章が演奏され、おそらくその事によってこの愛称で呼ばれるようになったと考えられている。
一方、古い筆写譜には『カノーネ・シンフォニア』（canone sinf.）と名づけられているものがあり、これはメヌエットにカノンが使われていることに基づいている。

## 編成
オーボエ2、ホルン2、第1ヴァイオリン、第2ヴァイオリン、ヴィオラ、低音（チェロ、ファゴット、コントラバス）。

## 曲の構成
全4楽章、演奏時間は約24分。
- 第1楽章 アレグロ・コン・ブリオ
ホ短調、4分の4拍子、ソナタ形式。
お使いのブラウザーでは、音声再生がサポートされていません。音声ファイルをダウンロードをお試しください。
ユニゾンの印象的な音型によって開始される第1主題の5度音程が全曲を支配している[2]。再現部の終わり近くには低音、第1ヴァイオリン、第2ヴァイオリンが1小節ずつずれて主題を演奏する美しい箇所がある。

- 第2楽章 メヌエット：アレグレット（オクターヴのカノン） - トリオ
ホ短調 - ホ長調、4分の3拍子。
お使いのブラウザーでは、音声再生がサポートされていません。音声ファイルをダウンロードをお試しください。
お使いのブラウザーでは、音声再生がサポートされていません。音声ファイルをダウンロードをお試しください。
主旋律を低音楽器が1小節（途中から2小節）遅れて8度下で繰り返す平行カノンによる厳粛なメヌエット。楽譜に記された "Canone in Diapason" とは「オクターヴのカノン」を意味する。トリオはホ長調に転ずる。
メヌエットが第2楽章に配置されるのはハイドンの他の交響曲では初期のものに限られており、異例である[2]。この曲より新しい曲では交響曲第68番でメヌエットが第2楽章に置かれている。
モーツァルトは、このメヌエットに触発されて『カッサシオン第1番 ト長調 K. 63』のメヌエット（第4楽章）において、1小節遅れによる2声のカノンを作曲している。その後、モーツァルトは対位法的な技法を醍醐味とした、メヌエットらしくないメヌエットを度々生み出すこととなった。例えば、『 弦楽四重奏曲第18番 イ長調 K. 464 』のメヌエット（第2楽章）は、対位法的な技法を駆使した傑作として高い評価を得ている。

- 第3楽章 アダージョ
ホ長調、4分の2拍子、ソナタ形式。
お使いのブラウザーでは、音声再生がサポートされていません。音声ファイルをダウンロードをお試しください。
美しい緩徐楽章。弦楽器のみではじまり、弱音器を付けたヴァイオリンが主題を演奏する。リズムを変えて主題を繰り返した後に管楽器が加わり、3連符の連続によって進行する。

- 第4楽章 フィナーレ：プレスト
ホ短調、2分の2拍子、ソナタ形式。
お使いのブラウザーでは、音声再生がサポートされていません。音声ファイルをダウンロードをお試しください。
第1楽章と同様にユニゾンではじまった後にポリフォニックに進行する。展開部のはじめには同じ音型でどんどん音が高くなっていく（ゼクエンツ）緊張感あふれる部分がある。